# Amblyseius kochi
Amblyseius kochi är en spindeldjursart som beskrevs av Chant och D. McMurtry 2004. Amblyseius kochi ingår i släktet Amblyseius och familjen Phytoseiidae. Inga underarter finns listade i Catalogue of Life.